# ダビッド・ムスルベス
ダビッド・ムスルベス（ロシア語：Давид Владимирович Мусульбес、ローマ字：David Musuľbes、1972年5月28日 - ）は、ロシア、スロバキアのレスリング選手。2000年シドニーオリンピックレスリングフリースタイル130kg級にはロシアの代表として出場し金メダルを獲得。2007年にスロバキアに国籍を変え出場した2008年北京オリンピックでは同120kg級で銅メダルを獲得し、その後ドーピング失格者による繰り上がりで銀メダルとなった。ロシア連邦北オセチア共和国ウラジカフカス出身のジョージア人。

## 実績
- オリンピック
  - 2000年シドニーオリンピック　金メダル
  - 2008年北京オリンピック　銅メダル
- 世界選手権
  - 優勝　2001、2002年
  - 3位　1994、1997、年
- ヨーロッパ選手権
  - 優勝　1995、1997、2001、2002、2003年
  - 2位　2000、2008年
  - 3位　1996、1998年